# ادیت کالمر
ادیت کالمر (نروژی: Edith Carlmar; ۱۵ نوامبر ۱۹۱۱ – ۱۷ مهٔ ۲۰۰۳) هنرپیشه، کارگردان فیلم و رقصنده اهل نروژ بود. او نخستین فیلمساز زن نروژی است. لیو اولمان بازیگر شهیر سینما نخستین بار با بازی در فیلم‌های متأخر او (Fjols til fjells و Ung flukt) به سینما معرفی شد. همچنین فیلم دیگرش مرگ یک آغوش است (Døden er et kjærtegn) اولین فیلم نوآر تاریخ سینمای نروژ به‌ شمار می‌رود.